# 托克逊站
托克逊站，位于中华人民共和国新疆维吾尔自治区吐鲁番市托克逊县克尔碱镇，是南疆铁路上的火车站，建于1975年，由乌鲁木齐铁路局管辖。

## 歷史
- 建于1975年。

## 外部連結
- 中国铁路客户服务中心 （页面存档备份，存于）